# Фуншальский собор
Фунша́льский собо́р (порт. Sé do Funchal) — католический храм, находящийся в Фуншале (Мадейра), расположен в фрегезии Се. Храм освящён в 1514 году в честь Успения Богородицы и является кафедральным собором епархии Фуншала, которая охватывает весь автономный регион Мадейра. Собор конца XV века — одно из немногих сооружений, сохранившихся практически нетронутыми со времен раннего периода колонизации Мадейры. Покровителем собора считается Вознесение Девы Марии.
Собор представляет собой строение в готическом стиле с тремя нефами, построенное в XV веке. Здание было построено с использованием тысяч блоков вулканической породы, добытой со скал Кабу-Жиран, а именно трахибазальта, трахиандезита, трахита, тефрита и пепла, лапилли и вулканического туфа. Фасады преимущественно оштукатурены и выкрашены в белый цвет, с каменной кладкой по углам. Крыша собора выполнена из кедрового дерева в стиле Мудехар. На деревянных хорах изображены пророки, святые и апостолы в одеждах 16 века. В декоративных деталях сидений и подлокотников также можно увидеть сцены жизни Мадейры, например херувимов, несущих грозди бананов или бурдюк с вином.
Основное строительство собора было завершено в 1514 году. Однако ещё до этого, к 1508 году, когда Фуншал получил статус города, собор уже использовался для проведения мессы. Поскольку этой епархии были подчинены все новые земли, открытые португальцами в Америке, она на несколько лет стала крупнейшей католической епархией в мире. Колокольня со шпилем была достроена к 1517-1518 гг. В соборе находится серебряный крест для религиозных процессий, подаренный Мануэлом I, который считается одним из шедевров литургического искусства Мануэлино.
Рядом с собором расположен памятник Папе Римскому Иоанну Павлу II, посещавшему Мадейру в 1991 году. Изначально памятник был установлен в городском районе Фуншала, примыкающем к набережной, но позже был перенесён к собору. 